# Камен (Сливенська область)
Ка́мен (болг. Камен) — село в Сливенській області Болгарії. Входить до складу общини Сливен.

## Населення
За даними перепису населення 2011 року у селі проживали 1308 осіб.
Національний склад населення села:
| Національність   | Кількість осіб | Відсоток |
| ---------------- | -------------- | -------- |
| болгари          | 375            | 60,1 %   |
| цигани           | 237            | 38,0 %   |
| не визначились   | 9              | 1,4 %    |
| Всього відповіли | 624            |          |

Розподіл населення за віком у 2011 році:
Динаміка населення: